# Alois Wagner (Verwaltungsjurist, 1886)
Alois Wagner (* 21. Juli 1886 in Steinmühle (Büchlberg); † 22. Oktober 1957) war ein deutscher Verwaltungsjurist.

## Leben
Wagner war Sohn eines Landwirtes und besuchte das Gymnasium Leopoldinum in Passau sowie die Philosophisch-Theologische Hochschule Passau. Er nahm am Ersten Weltkrieg teil und arbeitete danach als Korrespondent am Bayerischen Landtag. Wegen seiner Haltung zum Nationalsozialismus durfte er nicht mehr als Journalist arbeiten. 1945 wurde er Abteilungsleiter im Ministerium für Sonderaufgaben. Am 1. Juli 1946 übernahm er als Direktor die Leitung der Verwaltung der Verfassunggebenden Landesversammlung und anschließend die des Landtages. Am 1. September 1952 ging er in den Ruhestand und Wilhelm Pfister folgte ihm nach.